# I'm Legit
„I'm Legit“ е песен на американско-тринидадската певица и рапърка Ники Минаж от преизданието на втория ѝ студиен албум – „Pink Friday: Roman Reloaded - The Re-Up“. В песента участва и Сиара. Пусната е в интернет на 16 ноември 2012 г. и е издадена на 19 ноември 2012 г. с преизданието. Написана е от Оника Таня Мараж (Ники Минаж), Естър Дийн, Кейт Томас и Мелвин Хъф II. На официалния уебсайт на Ники Минаж тя даде на феновете да изберат кой да и е следващия сингъл.I'm Legit получи най-много гласавуния. След това са High School (с участието на Лил Уейн), Up in Flames, Hell Yeah (с участието на Паркър) и I Endorse These Strippers (с участието на Tyga и Бринкс).Въпреки това, тя избра да направи „High School“ сингъл вместо „I'm Legit“

## Музикален екип
- Изпълнител – Ники Минаж и Сиара
- Композитор – Ники Минаж, Естър Дийн, Кейт Томас, Мелвин Хъф II

## Позиции в музикалните класации
| Държава и класация                | Позиция |
| --------------------------------- | ------- |
| Великобритания – UK R&B Chart     | 14      |
| Великобритания – UK Singles Chart | 97      |